# 黑海克里尼齊
46°16′35″N 32°5′46″E / 46.27639°N 32.09611°E
黑海克里尼齊（烏克蘭語：Чорноморські Криниці）是位於烏克蘭南部的村莊，由赫爾松州斯卡多夫斯克區的貝赫泰里市鎮負責管轄。該村始建於1968年，面積0.2平方公里，海拔高度3米，2001年人口24，人口密度每平方公里120人。